# Acer amplum
Acer amplum är en kinesträdsväxtart. Acer amplum ingår i släktet lönnar, och familjen kinesträdsväxter.

## Underarter
Arten delas in i följande underarter:
- A. a. amplum
- A. a. bodinieri
- A. a. catalpifolium
- A. a. tientaiense